# Macleania hirtiflora
Macleania hirtiflora är en ljungväxtart som först beskrevs av George Bentham, och fick sitt nu gällande namn av A.C. Smith. Macleania hirtiflora ingår i släktet Macleania och familjen ljungväxter. Inga underarter finns listade i Catalogue of Life.